# Magreb
Magreb (المغرب العربي al-Maġrib al-ʿArabī; ponekad se također prevodi kao Mogreb), regija afričkog kontinenta koja se nalazi sjeverno od Sahare, a zapadno od Nila. Obuhvaća zapadne zemlje Maroko, Zapadnu Saharu (anektirao i okupirao Maroko), Alžir, Tunis, Libiju i u manjem dijelu Mauritaniju. Naziv potječe iz arapske riječi, a znači "zapadno"; prvobitno značenje tog naziva bilo je "zemlje zapadno od Egipta".
Nakon završetka ledenog doba područje na kojem se danas nalazi Sahara osušilo se i nastala je pustinja. Zbog poteškoća prelaska pustinje dodir između Magreba i subsaharske Afrike je bio krajnje ograničen. Tako je bilo sve do arapske ekspanzije i širenja islama. Čak i tada je trgovina bila ograničena na skupe (ali često profitabilne) karavanske ekspedicije, kojima se vršila trgovina dobara poput soli, zlata, robova i bjelokosti.
Kultura Magreba vrlo je složena, jer ljudi koji žive na tom području imaju i afričke i srednjoistočne korijene. Većina Magrebljana su muslimani koji govore arapskim ili berberskim jezikom, neki su pretežno afričkog podrijetla. U velikim obalnim gradovima većinom žive stanovnici francuskog, španjolskog, talijanskog i turskog podrijetla, koje su ovdje u brojnoj količini naselili korsari. Arapski dijalekti Magreba dijele mnogo zajedničkih karakteristika (poput prvog lica jednine u prezentu na n-) koje su ih odvojile od dijalekata Srednjeg istoka i većinom od Egipta. Berberski jezici gotovo se isključivo govore u Magrebu, a u početku su se govorili diljem njega. Magreb uvelike dijeli zajedničku kulinarsku tradiciju. Doista, Habib Bourguiba je šaljivo odredio Magreb kao dio Sjeverne Afrike gdje je kuskus osnovna hrana.
Unija Arapskog Magreba (Union du Maghreb Arabe) je nastojanje za koordinacijom političkih i ekonomskih poslova širom regije. Neslaganja među njezinim članicama i sigurnosni problemi u Alžiru predstavljali su ozbiljne smetnje.
Zapadni islamski svijet (sjeverozapadna Afrika) razlikuje se od Mašreka ili istočnog islamskog svijeta (Srednji istok). Doslovno označava "vrijeme i mjesto zalaska sunca--zapad." Za svoje arapske osvajače regija je bila "otok zapada" (jazirat al maghrib), zemlja između "mora pijeska" (Sahare) i Sredozemnog mora. Tradicionalno uključuje Maroko, Alžir, Tunis i Tripolitaniju (u Libiji). Nedavno su neki izvori određivali Mauritaniju kao dio regije Magreba.

## Moderni teritoriji Magreba
- Alžir
- Ceuta
- Libija
- Mauritanija
- Melilla
- Maroko
- Tunis
- Zapadna Sahara

## Srednjovjekovne regije Magreba
- Ifriqiya
- Djerid
- Sus/Sousse
- Zab
- Hodna
- Rif
- Magreb al-Awsat (Srednji Magreb)
- Maroko (Magreb al-Aqsa)
- Tamesna

## Povijest
U početku je Magreb bio naseljen bijelim kromanjoidima (Iberomaurusiani) na sjeveru i crnim narodima u Sahari. Kasnije su oko 8000. pr. Kr. ondje stigli s istoka bijeli govornici sjevernih afrazijskih jezika poput Berbera istovremeno s pojavom kapsijske kulture.
Mnoge luke duž obale Magreba zauzeli su Feničani, posebice Kartažani. Porazom Kartage mnoge su luke došle pod vlast Rima, koji je naposljetku preuzeo nadzor nad čitavom regijom Magreba sjeverno od Atlas gorja osim nad nekim najvišim planinskim regijama poput marokanskog Rifa.
Arapi su dosegli Magreb u vrijeme Omejida, ali je njihova kontrola nad njime bila prilično slaba. Različite islamske "hereze" poput Abasida i šijita, koje su prihvatili neki Berberi, ubrzo su zbacili kalifatovu kontrolu u ime svojih interpretacija islama. Arapski jezik tek se kasnije u 1100-ima raširio kao posljedica invazije Banu Hilala (otpustili su ga, ironično, berberski fatimidi radi kažnjavanja zbog iznevjerenja ziridskih klijenata). Kroz to razdoblje Magreb je varirao između povremenog jedinstva (kao pod vlašću Almohada, te kratko pod Hafsidima) i uobičajenije podjele na tri države koje su grubo odgovarale modernom Maroku, zapadnom i istočnom Alžiru i Tunisu.
Nakon srednjega vijeka područje se gotovo cijelo nalazilo pod kontrolom Otomanskog Carstva osim Maroka. Nakon 19. stoljeća Magreb su kolonizirale Francuska, Španjolska i kasnije Italija.

## Poveznice
- Barbarska obala
- Berber
- Povijest Alžira
- Toponimija Magreba
- Sjeverna Afrika
- Tamazgha
- Mašrek

## Vanjske poveznice
Sestrinski projekti
|  | Zajednički poslužitelj ima još gradiva o temi Magreb |